# Оскар Рібас Реч
Оскар Рібас Реч (26 жовтня 1936 року, Сант-Жулія-де-Лорія — 18 грудня 2020) — андорський державний і політичний діяч, став першим прем'єр-міністром Андорри у 1982 році. Двічі очолював уряд країни.